# Struchium
Struchium là một chi thực vật có hoa trong họ Cúc (Asteraceae).

## Loài
Chi Struchium gồm các loài: